# Stentjärnen (Bodsjö socken, Jämtland, i Havmyrens naturreservat)
Stentjärnen är en sjö i Bräcke kommun i Jämtland och ingår i Ljungans huvudavrinningsområde. Sjön har en area på 0,253 kvadratkilometer och ligger 397 meter över havet. Stentjärnen ligger i naturreservatet Havmyren och i Havmyren Natura 2000-område. Sjön avvattnas av vattendraget Gimån.

## Delavrinningsområde
Stentjärnen ingår i det delavrinningsområde (695253-146692) som SMHI kallar för Utloppet av Stenstjärnen. Medelhöjden är 401 meter över havet och ytan är 0,96 kvadratkilometer. Räknas de 2 avrinningsområdena uppströms in blir den ackumulerade arean 5,78 kvadratkilometer. Gimån som avvattnar avrinningsområdet har biflödesordning 2, vilket innebär att vattnet flödar genom totalt 2 vattendrag innan det når havet efter 258 kilometer. Avrinningsområdet består mestadels av skog (54 procent) och sankmarker (20 procent). Avrinningsområdet har 0,25 kvadratkilometer vattenytor vilket ger det en sjöprocent på 26 procent.